# Fresnillo
Fresnillo è una città dello stato di Zacatecas, nel Messico centrale. Fu fondata nel 1554 da Francisco de Ibarra. La stima della popolazione risalente al 2005 era di 196.538 persone.

## Storia
Prima della Conquista spagnola il territorio era abitato da tribù nomadi e seminomadi comuni negli altipiani del Nord del Messico. Ne sono rimaste flebili tracce nei pressi del colle di Chilitos.
La prima presenza spagnola si ebbe nel 1551 dovuta a Diego Fernández de Proaño che, alla ricerca di nuove miniere, scoprì sulla collina che oggi porta il suo nome, delle evidenze minerarie. Malgrado la scoperta non si fermò sul sito e proseguì le sue ricerche.
Alcuni anni più tardi, nel 1554, Francisco de Ibarra percorrendo la regione con un'altra spedizione mineraria, vi si fermò con l'intenzione di fondare un insediamento e battezzò il luogo con il nome di "Ojo de aguas del fresnillo" (specchio d'acqua del piccolo frassino), data la presenza di un piccolo albero di frassino (fresno) presso una polla d'acqua.
Solo nel 1566 alcuni minatori scoperta l'abbondanza di minerale presente a fior di terra sul "Cerro Proaño", diedero inizio ai lavori minerari e battezzarono la miniera "San Demetrio".
Nel giro di pochi mesi il luogo si affollò di minatori che cominciarono a costituire il primo nucleo di Fresnillo.
Nel corso dei secoli le vicende della città sono sempre state intimamente legate alla vita della miniera, seguendone le abbondanze e le carestie.
Al primo periodo di floridezza corrisponde la formazione della città, con il quartiere del centro storico occupato da spagnoli e creoli e i quartieri più periferici occupati dagli indigeni lavoratori della miniera, secondo gli schemi di urbanizzazione comuni in Messico nei secoli XVI, XVII.
Terminata la più economica estrazione dalla vena superficiale, si è iniziato lo sfruttamento attraverso lo scavo di pozzi e gallerie nella collina. Alla fine del Settecento, visti gli alti costi di scavo e drenaggio acque con le tecnologie del tempo, la miniera smise di essere redditizia e la città cominciò a spopolarsi.
Attorno all'anno 1810, con la guerra d'indipendenza del Messico, la miniera è lasciata a sé stessa, i tunnel si allagano e la città è praticamente abbandonata.
Nel 1830 circa l'attività della miniera e la vita della città, riprendono sulla spinta della forte iniziativa del sindaco Francisco García Salinas.
Grazie alla introduzione di nuovi macchinari inglesi, la miniera viene drenata e può riprendere l'attività estrattiva, richiamando così molti lavoratori e dando il titolo di città a Fresnillo.
A questo periodo risale la costruzione del centro Agora, degli edifici per i dirigenti della miniera, e l'abbellimento generale di Fresnillo.
Allo scoppio della Rivoluzione Messicana la crisi economica generale del paese arriva anche a Fresnillo. Le attività della miniera vengono rallentate e si registra una crisi della città. 
Calmata la fase acuta delle battaglie interne, la vita mineraria riprende. Con le tecnologie sempre più nuove si riesce a sfruttare ancora meglio il materiale estratto e soprattutto a riprocessare il vecchio materiale di risulta, scartato dai processi più antiquati.
L'attività estrattiva iniziale è stata soprattutto superficiale ed ha comportato la formazione della caratteristica spaccatura della collina, visibile da lontano e simbolo della miniera stessa.
Col proseguire dell'attività di estrazione si è continuato scavando molti chilometri di gallerie fino ancora ai giorni nostri.
Con il materiale di risulta si è formata un'altra collina su cui oggi si trova un parco attrezzato e i cui laghetti artificiali sono realizzati con le acque estratte dalla stessa miniera. 

## Economia
Le origini e l'economia della città sono strettamente legate all'attività di estrazione mineraria.
Nel colle detto Cerro Proaño che sovrasta il centro cittadino si trova quella che è ed è sempre stata la miniera di argento ed altri metalli preziosi.
L'attuale compagnia Industrias Peñoles si occupa della estrazione dei minerali.
Secondo quanto dichiarato dalla compagnia ecco l'andamento delle estrazioni negli ultimi anni:
|                     |     | 2004      | 2005      | 2006      | 2007      | 2008      |
| Minerale processato | Ton | 1.645.937 | 2.197.819 | 2.207.282 | 2.312.691 | 1.755.063 |
| Oro                 | Kg  | 870       | 893       | 910       | 816       | 530       |
| Argento             | Kg  | 982.994   | 1.055.182 | 1.046.908 | 1.042.608 | 794.095   |
| Piombo              | Ton | 8.609     | 9.932     | 10.611    | 9.219     | 6.571     |
| Zinco               | Ton | 13.774    | 14.738    | 14.793    | 12.349    | 8.521     |

L'attività prosegue ancora oggi e la miniera è attualmente il maggior produttore di argento del Mondo.